# Las Peñitas (Venezuela)
Pour les articles homonymes, voir Penitas.
Las Peñitas, ou La Peñita, est la capitale de la paroisse civile de Las Peñitas de la municipalité d'Urdaneta de l'État d'Aragua au Venezuela.